# Сакулино (Палехський район)
Сакулино (рос. Сакулино) — село в Палехському районі Івановської області Російської Федерації.
Населення становить 174 особи. Входить до складу муніципального утворення Пановське сільське поселення.

## Історія
Від 2005 року входить до складу муніципального утворення Пановське сільське поселення.

## Населення
| 1859 | 1895 | 1905 | 2010 |
| ---- | ---- | ---- | ---- |
| 159  | ↘110 | ↘94  | ↗174 |